# Rock 'n' Roll with Me
"Rock 'n' Roll With Me" é uma canção escrita por David Bowie e Warren Peace e gravada em janeiro de 1974, sendo originalmente lançada no álbum Diamond Dogs. Diz-se que esta faixa trata da relação de Bowie com seus fãs. Uma versão gravada durante a Diamond Dogs Tour, em julho de 1974, foi lançada no álbum David Live.
Enquanto a canção "Knock on Wood", de David Live, foi lançada como single no Reino Unido, "Rock 'n' Roll With Me" foi escolhida como o single americano, em resposta ao recente cover de Donovan. Nos dois casos, o Lado B do single foi a canção "Panic in Detroit" (originalmente de Aladdin Sane) em versão ao vivo da Diamond Dogs Tour.
Assim como "Rebel Rebel", o single principal de Diamond Dogs, "Rock 'n' Roll With Me" foi imaginada como parte de um musical chamado Ziggy Stardust, de 1973, que nunca foi produzido. A canção foi descrita como "uma das canções de amor de Bowie menos autoconscientes" e prevê as baladas R&B de Young Americans.
Em 27 de julho de 2016, uma versão remasterizada da canção foi lançada como single promocional do box set Who Can I Be Now? [1974-1976].